# Side to Side
«Side to Side» —en español: «Lado a lado»— es una canción interpretada por la cantante estadounidense Ariana Grande, siendo el tercer sencillo de su tercer álbum de estudio, Dangerous Woman (2016). La canción cuenta con la participación de la rapera trinitense Nicki Minaj.  La canción fue coescrita por Grande junto con Nicki Minaj, Savan Kotecha, Alexander Kronlund, Max Martin, e Ilya Salmanzadeh, y producida por estos últimos dos. Fue lanzada como sencillo el 30 de agosto de 2016, debutando en el puesto No. 31 en la lista del Billboard Hot 100. La canción alcanzó el puesto No. 4 en dicha lista, siendo el octavo Top 10 de Grande convirtiéndola en una de las artistas con más top 10 en el Billboard Hot 100 siendo también la más joven con dicho logro. A esta canción se le considera la más exitosa del álbum por sus ventas y posiciones en listas. Fue la única canción de Grande en ser certificada Diamante en Brasil, convirtiéndose en la única exactriz en tener una canción certificada Diamante en ese país; y la segunda en tener un álbum o canción en general, precedida por Demi Lovato. Este sencillo se considera como el más famoso de la cantante.

## Antecedentes y composición
El 7 de abril de 2016, Ariana compartió un fragmento de la canción a través de su cuenta de Snapchat.

El 10 de abril de 2016, la lista de canciones de Dangerous Woman se actualizó en iTunes mostrando cinco canciones explícitas en el álbum. El 16 de abril, Ariana reveló la lista de canciones para su próximo álbum, y «Side To Side» se reveló como uno de los temas explícitos.  
En una entrevista, Ariana anunció que con «Side To Side» siente una energía de reggae hacia ella. 
El 14 de mayo de 2016, Nicki Minaj dio a entender que la canción va a recibir un vídeo musical, lo que sugiere que la canción sería sencillo del álbum.
La canción ha sido descrito como un Reggae-Pop y R&B. Líricamente, «Side to Side» habla sobre el dolor de una pareja después de tener relaciones.

## Video musical
El video musical está dirigido por la directora estadounidense Hannah Lux Davis, con la cual Ariana ya había trabajado antes en los videoclips de Into You, Focus, Love Me Harder y Bang Bang.
El video inicia con Ariana Grande cantando en un gimnasio, lleva puesto una calza blanca, con un top blanco y unas sandalias con plataforma blancas, la escena rápidamente cambia a un salón en donde Ariana da una clase de spinning a un grupo de chicas con las que hace una coreografía sobre las bicicletas estáticas, lleva puesto un short verde, un top fucsia y una gorra negra que dice ICON en blanco. 
Luego, aparece Grande en otro salón vestida con un piloto negro mientras sigue cantando, se pueden ver también en escenas intercaladas, chicas calentando y estirándose para después aparecer Ariana con un pantalón de boxeadora rosado, un top celeste y guantes sin dedos de color rosa donde baila y canta junto a un grupo de chicas sobre unas bancas.
Ya a más de la mitad del video, aparece Nicki Minaj rapeando en un gran sauna azul y rodeada de hombres en trajes de baño simulando ser maniquíes, Nicki usa una maya de dos piezas fucsia y unos tacos del mismo color. Al terminar el rap aparece Ariana en el sauna usando un body fucsia y tacos celestes, intercaladas aparecen escenas de chicas en maya bailando mientras se duchan y el video ya va terminando.

## Recepción comercial
La canción "Side to Side" alcanzó el número #1 en iTunes de 33 países.
Es el video más visto en YouTube de la artista, acumulando más de 2 mil millones de vistas. La canción cuenta también con 1200 millones de streams en la plataforma de Spotify, siendo así la canción con más reproducciones del álbum, y la tercera más reproducida en la discografía de Ariana, por detrás de sus sencillos Thank U, Next y 7 Rings. Aparte de esto sostuvo el récord como la colaboración de un dúo femenino con más streams en la historia de Spotify, siendo la primera en superar 1 mil millones de reproducciones en dicha plataforma.
La canción en ventas puras cuenta con más 1.100.000 solo en los Estados Unidos, y cuenta con más de 14'300.000 ventas mundiales sumado con streaming, haciendo que sea la canción más vendida del álbum Dangerous Woman de la intérprete, dejando atrás a sus sencillos Into You con 10 millones de ventas y Dangerous Woman con 8 millones.

## Presentaciones en vivo
Grande interpretó por primera vez su sencillo en la presentación especial de Vevo en Nueva York en mayo de 2016 pero sin la participación de Nicki Minaj. Side to Side fue presentado por segunda vez por Grande y Minaj en los MTV VMA's 2016 y fue una de las actuaciones más aclamadas de la noche.
Ariana Grande presentó por tercera vez su sencillo en su última visita a The Tonight Show With Jimmy Fallon, donde saludo a algunos de sus amigos entre ellos estaba Miley Cyrus y Mac Miller .Grande también se presentó por cuarta vez en el show de Ellen DeGenneres, las dos últimas veces sin Nicki Minaj. Recientemente Ariana Grande se presentó junto con Nicki Minaj en los American Music Awards el 20 de noviembre y según Billboard fue la mejor presentación de la noche.
Y el 9 de diciembre lo presentó también en su repertorio en el iHeartRadio Jingle Ball sin Nicki Minaj .

## Otras versiones
El 3 de febrero de 2017 se lanzaron dos remixes oficiales de la canción (que no contienen las estrofas explícitas) a cargo de los DJ's Slushii y Phantoms.

## Lista de canciones
| Descarga digital – Remixes single |                                                     |          |  |
| N.º                               | Título                                              | Duración |  |
| 1.                                | «Side to Side» (feat. Nicki Minaj) (Slushii Remix)  | 3:22     |  |
| 2.                                | «Side to Side» (feat. Nicki Minaj) (Phantoms Remix) | 4:16     |  |

## Posicionamiento en listas
| Lista (2016)                                 | Mejor posición |
| -------------------------------------------- | -------------- |
| Alemania (Offizielle Deutsche Charts)        | 26             |
| Australia (ARIA)                             | 3              |
| Austria (Ö3 Austria Top 40)                  | 22             |
| Bélgica (Flandes) (Ultratop 50)              | 23             |
| Bélgica (Valonia) (Ultratop 50)              | 31             |
| Canadá (Canadian Hot 100)                    | 4              |
| Colombia (Los 40 Principales)                | 1              |
| Corea del Sur (International Chart Gaon)     | 51             |
| Escocia (Scottish Singles Sales Chart)       | 7              |
| Eslovaquia (Rádio Top 100)                   | 10             |
| España (Top 100 Canciones)                   | 26             |
| Estados Unidos (Billboard Hot 100)           | 4              |
| Estados Unidos (Adult Top 40)                | 1              |
| Estados Unidos (Hot Dance Club Songs)        | 1              |
| Estados Unidos (Mainstream Top 40)           | 1              |
| Francia (SNEP)                               | 66             |
| Grecia Digital Songs (Billboard)             | 1              |
| Hungría (Single Top 40)                      | 6              |
| Irlanda (IRMA)                               | 5              |
| Italia (FIMI)                                | 28             |
| Japón (Japan Hot 100)                        | 71             |
| Noruega (VG-lista)                           | 11             |
| Nueva Zelanda (Recorded Music NZ)            | 2              |
| Países Bajos (Dutch Top 40)                  | 11             |
| República Dominicana (Monitor Latino Top 20) | 11             |
| Países Bajos (Mega Single Top 100)           | 11             |
| Reino Unido (UK Singles Chart)               | 1              |
| Suecia (Sverigetopplistan)                   | 13             |
| Suiza (Schweizer Hitparade)                  | 21             |
| Venezuela (Record Report)                    | 1              |

## Certificaciones
| País | Organismo certificador | Certificación | Ventas certificadas | Ref.   |
| --- | ---------------------- | ------------- | ------------------- | ------ |
| Alemania | BVMI                   | Oro           | 200 000             | [ 33 ] |
| Australia | ARIA                   | 5x Platino    | 350 000             | [ 34 ] |
| Bélgica | BEA                    | Oro           | 30 000              | [ 35 ] |
| Brasil | ABPD                   | 2x Diamante   | 320 000             | [ 36 ] |
| Canadá | MC                     | 5x Platino    | 400 000             |        |
| Colombia | ASINCOL                | Oro           | 5 000               | [ 37 ] |
| Corea del Sur | KMCIA                  | Platino       | 200 000             |        |
| Dinamarca | IFPI Dinamarca         | Platino       | 60 000              | [ 38 ] |
| España | PROMUSICAE             | Platino       | 85 000              | [ 39 ] |
| Estados Unidos | RIAA                   | 4x Platino    | 4 000 000           | [ 40 ] |
| Francia | SNEP                   | Platino       | 300 000             | [ 41 ] |
| Italia | FIMI                   | 2x Platino    | 100 000             | [ 42 ] |
| Nueva Zelanda | RMNZ                   | Platino       | 30 000              | [ 43 ] |
| Países Bajos | NVPI                   | 2x Platino    | 80 000              |        |
| Reino Unido | BPI                    | Platino       | 600 000             | [ 44 ] |
| Suecia | GLF                    | Platino       | 170 000             | [ 45 ] |
| Las ventas y certificaciones pueden tener en ciertos casos una modificación como resultado de la recopilación entre ventas/stream estipuladas por cada país. |                        |               |                     |        |